# ام‌کی۸۳
ام‌کی۸۳ (به انگلیسی: Mk83) یا مارک ۸۳(به انگلیسی: Mark 83) بمب چندمنظوره کم پساری است از سری بمب‌های مارک ۸۰ که در خدمت نیروهای نظامی ایالات متحده می‌باشد.